# Muxupip (község)
Muxupip község Mexikó Yucatán államának középső részétől kissé északnyugatra. 2010-ben lakossága kb. 2750 fő volt, ebből mintegy 2400-an laktak a községközpontban, Muxupipben, a többi 350 lakos a község területén található 3 kisebb településen élt.

## Fekvése
Az állam középső részétől északnyugatra, a fővárostól, Méridától keletre fekvő község teljes területe a tenger szintje felett körülbelül 10 méterrel elterülő síkság. Az éves csapadékmennyiség 800 és 1100  mm körül van, de a községnek vízfolyásai nincsenek. A mezőgazdaság a terület mintegy 22%-át hasznosítja, a többi részt vadon borítja.

## Népesség
A község lakóinak száma a közelmúltban folyamatosan növekedett, a változásokat szemlélteti az alábbi táblázat:
| Év   | Lakosság |
| ---- | -------- |
| 1990 | 2412     |
| 1995 | 2519     |
| 2000 | 2537     |
| 2005 | 2627     |
| 2010 | 2755     |

## Települései
A községben 2010-ben 4 lakott helyet tartottak nyilván, bár közülük az egyikben, egy névtelen településen csak egyetlen fő élt. A három nagyobb helység:
| Település               | Lakosság (2010) |
| ----------------------- | --------------- |
| Muxupip (községközpont) | 2399            |
| San Juan Koop           | 325             |
| San José Grande         | 30              |